# Der Neue Gott
Der Neue Gott (niem. Nowy Bóg) - drugi singiel Oomph! promujący debiutancki album zespołu Oomph! (1992).

## Lista utworów
1. Der Neue Gott (Extended God Mix) (Nowy Bóg)
2. Der Neue Gott (Machinery Mix)
3. Sick Song (Healthy Mix) (Chora piosenka)
4. Jack[1] Is Dead (Censored Radio Mix) (Jack umarł)

## Okładka
Okładka przedstawia postacie powszechnie uznawane a "Bogów". Są to m.in. Józef Stalin, Karol Marks, Lech Wałęsa, Ronald Reagan, czy Saddam Husajn.